# Mistrovství světa v rychlobruslení juniorů 2005
Mistrovství světa v rychlobruslení juniorů 2005 se konalo od 18. do 20. února 2005 na otevřené rychlobruslařské dráze ve finském Seinäjoki. Celkově se jednalo o 34. světový šampionát pro chlapce a 33. pro dívky. Českou výpravu tvořila Martina Sáblíková.
| Program                                   | Program                                     | Program                                                         |
| ----------------------------------------- | ------------------------------------------- | --------------------------------------------------------------- |
| 18. února                                 | 19. února                                   | 20. února                                                       |
| 500 m chlapci 500 m dívky 3 000 m chlapci | 1 000 m dívky 1 500 m chlapci 1 500 m dívky | 3 000 m dívky 5 000 m chlapci družstva dívky1 družstva chlapci1 |

1 závody, které se nezapočítávaly do víceboje

## Chlapci
| Pořadí | Jméno                    | Země        | Celkový čas |
| ------ | ------------------------ | ----------- | ----------- |
| 1.     | Denny Morrison           | Kanada      | 37,40       |
| 2.     | François-Olivier Roberge | Kanada      | 37,62       |
| 3.     | I Čong-wu                | Jižní Korea | 37,90       |
| 4.     | Artur Waś                | Polsko      | 38,19       |
| 5.     | Mo Tche-pom              | Jižní Korea | 38,21       |
| 6.     | Sven Kramer              | Nizozemsko  | 38,24       |
| 7.     | Håvard Bøkko             | Norsko      | 38,28       |
| 8.     | Nico Ihle                | Německo     | 38,48       |
| 9.     | Justin Warsylewicz       | Kanada      | 38,49       |
| 10.    | Šingo Hašibami           | Japonsko    | 38,51       |

| Pořadí | Jméno                     | Země        | Celkový čas |
| ------ | ------------------------- | ----------- | ----------- |
| 1.     | Sven Kramer               | Nizozemsko  | 3:57,31     |
| 2.     | Wouter olde Heuvel        | Nizozemsko  | 3:58,88     |
| 3.     | Håvard Bøkko              | Norsko      | 4:00,37     |
| 4.     | Justin Warsylewicz        | Kanada      | 4:01,04     |
| 5.     | Paul Dyrud                | USA         | 4:01,62     |
| 6.     | Michael Kaatee            | Nizozemsko  | 4:02,73     |
| 7.     | Denny Morrison            | Kanada      | 4:03,54     |
| 8.     | I Čong-wu                 | Jižní Korea | 4:07,60     |
| 9.     | Øystein Kvikstad Skoglund | Norsko      | 4:08,82     |
| 10.    | Šingo Hašibami            | Japonsko    | 4:10,03     |

| Pořadí | Jméno                    | Země       | Celkový čas |
| ------ | ------------------------ | ---------- | ----------- |
| 1.     | Sven Kramer              | Nizozemsko | 1:53,72     |
| 2.     | Denny Morrison           | Kanada     | 1:54,02     |
| 3.     | Michael Kaatee           | Nizozemsko | 1:55,62     |
| 4.     | Wouter olde Heuvel       | Nizozemsko | 1:55,88     |
| 5.     | François-Olivier Roberge | Kanada     | 1:56,24     |
| 6.     | Paul Dyrud               | USA        | 1:56,64     |
| 7.     | Håvard Bøkko             | Norsko     | 1:56,85     |
| 8.     | Justin Warsylewicz       | Kanada     | 1:57,12     |
| 9.     | Šingo Hašibami           | Japonsko   | 1:57,74     |
| 10.    | Jota Konno               | Japonsko   | 1:58,34     |

| Pořadí | Jméno              | Země       | Celkový čas |
| ------ | ------------------ | ---------- | ----------- |
| 1.     | Sven Kramer        | Nizozemsko | 6:48,88     |
| 2.     | Wouter olde Heuvel | Nizozemsko | 6:52,41     |
| 3.     | Håvard Bøkko       | Norsko     | 6:53,92     |
| 4.     | Justin Warsylewicz | Kanada     | 6:59,83     |
| 5.     | Paul Dyrud         | USA        | 6:59,87     |
| 6.     | Michael Kaatee     | Nizozemsko | 7:03,74     |
| 7.     | Denny Morrison     | Kanada     | 7:07,37     |
| 8.     | Šingo Hašibami     | Japonsko   | 7:08,33     |
| 9.     | Pavel Bachajev     | Rusko      | 7:09,27     |
| 10.    | Jota Konno         | Japonsko   | 7:11,71     |

### Celkové výsledky víceboje
- Závodu se zúčastnilo 52 závodníků.

| Pořadí           | Jméno                    | Země        | 500 m       | 3 000 m       | 1 500 m       | 5 000 m       | Počet bodů |
| Zlatá medaile    | Sven Kramer              | Nizozemsko  | 38,24 (6.)  | 3:57,31 (1.)  | 1:53,72 (1.)  | 6:48,88 (1.)  | 156,585    |
| Stříbrná medaile | Wouter olde Heuvel       | Nizozemsko  | 38,53 (11.) | 3:58,88 (2.)  | 1:55,88 (4.)  | 6:52,41 (2.)  | 158,210    |
| Bronzová medaile | Håvard Bøkko             | Norsko      | 38,28 (7.)  | 4:00,37(3.)   | 1:56,85 (7.)  | 6:53,92 (3.)  | 158,683    |
| 4.               | Denny Morrison           | Kanada      | 37,40 (1.)  | 4:03,54 (7.)  | 1:54,02 (2.)  | 7:07,37 (7.)  | 158,733    |
| 5.               | Paul Dyrud               | USA         | 38,53 (11.) | 4:01,62 (5.)  | 1:56,64 (6.)  | 6:59,87 (5.)  | 159,667    |
| 6.               | Justin Warsylewicz       | Kanada      | 38,49 (9.)  | 4:01,04 (4.)  | 1:57,12 (8.)  | 6:59,83 (4.)  | 159,686    |
| 7.               | Michael Kaatee           | Nizozemsko  | 38,92 (17.) | 4:02,73 (6.)  | 1:55,62 (3.)  | 7:03,74 (6.)  | 160,289    |
| 8.               | Šingo Hašibami           | Japonsko    | 38,51 (10.) | 4:10,03 (10.) | 1:57,74 (9.)  | 7:08,33 (8.)  | 162,260    |
| 9.               | I Čong-wu                | Jižní Korea | 37,90 (3.)  | 4:07,60 (8.)  | 1:59,27 (14.) | 7:14,04 (12.) | 162,326    |
| 10.              | François-Olivier Roberge | Kanada      | 37,62 (2.)  | 4:11,16 (12.) | 1:56,24 (5.)  | 7:22,39 (15.) | 162,465    |

### Stíhací závod družstev
- Závodu se zúčastnilo 14 týmů.

| Pořadí           | Jméno                                                                | Celkový čas |
| ---------------- | -------------------------------------------------------------------- | ----------- |
| Zlatá medaile    | Nizozemsko Michael Kaatee, Sven Kramer, Wouter olde Heuvel           | 4:03,65     |
| Stříbrná medaile | Kanada Denny Morrison, François-Olivier Roberge, Justin Warsylewicz  | 4:04,84     |
| Bronzová medaile | USA Mike Blumel, Paul Dyrud, Patrick Meek                            | 4:07,91     |
| 4.               | Japonsko Hiroki Abe, Šingo Hašibami, Jota Konno                      | 4:10,32     |
| 5.               | Jižní Korea Čoj Čin-jong, I Čong-wu, Mo Tche-pom                     | 4:11,33     |
| 6.               | Rusko Pavel Bachajev, Sergej Grjazcov, Alexej Junin                  | 4:13,24     |
| 7.               | Norsko Håvard Bøkko, Eirik Lunde Pedersen, Øystein Kvikstad Skoglund | 4:14,61     |
| 8.               | Německo Arne Becker, Nico Ihle, Frank Steiner                        | 4:16,18     |
| 9.               | Čína Sung Sing-jü, Wang Čchun-jao, Jen Čchao                         | 4:18,27     |
| 10.              | Polsko Piotr Bluj, Piotr Puszkarski, Artur Waś                       | 4:19,08     |

## Dívky
| Pořadí | Jméno                 | Země        | Celkový čas |
| ------ | --------------------- | ----------- | ----------- |
| 1.     | I Sang-hwa            | Jižní Korea | 39,93       |
| 2.     | Annette Gerritsenová  | Nizozemsko  | 40,04       |
| 3.     | Ireen Wüstová         | Nizozemsko  | 40,74       |
| 4.     | Sü Ťin-ťin            | Čína        | 41,47       |
| 5.     | Franziska Petereitová | Německo     | 41,66       |
| 6.     | I Ču-jon              | Jižní Korea | 41,75       |
| 6.     | Čchen Č'tchung        | Čína        | 41,75       |
| 8.     | Jekatěrina Malyševová | Rusko       | 41,82       |
| 9.     | Šiho Išizawaová       | Japonsko    | 41,93       |
| 10.    | Jelena Rudinová       | Rusko       | 41,94       |
|        |                       |             |             |
| 23.    | Martina Sáblíková     | Česko       | 43,16       |

| Pořadí | Jméno                | Země        | Celkový čas |
| ------ | -------------------- | ----------- | ----------- |
| 1.     | Ireen Wüstová        | Nizozemsko  | 1:22,44     |
| 2.     | I Sang-hwa           | Jižní Korea | 1:22,46     |
| 3.     | Annette Gerritsenová | Nizozemsko  | 1:23,16     |
| 4.     | No Son-jong          | Jižní Korea | 1:23,94     |
| 5.     | Tessa van Dijková    | Nizozemsko  | 1:23,95     |
| 6.     | Maria Lambová        | USA         | 1:24,16     |
| 7.     | I Ču-jon             | Jižní Korea | 1:24,77     |
| 8.     | Sü Ťin-ťin           | Čína        | 1:24,79     |
| 9.     | Anna Rokitová        | Rakousko    | 1:24,89     |
| 10.    | Šiho Išizawaová      | Japonsko    | 1:25,13     |
|        |                      |             |             |
| 11.    | Martina Sáblíková    | Česko       | 1:25,49     |

| Pořadí | Jméno                | Země        | Celkový čas |
| ------ | -------------------- | ----------- | ----------- |
| 1.     | Ireen Wüstová        | Nizozemsko  | 2:05,82     |
| 2.     | Maria Lambová        | USA         | 2:07,48     |
| 3.     | I Ču-jon             | Jižní Korea | 2:07,78     |
| 4.     | Annette Gerritsenová | Nizozemsko  | 2:08,34     |
| 5.     | Masako Hozumiová     | Japonsko    | 2:09,02     |
| 6.     | No Son-jong          | Jižní Korea | 2:09,66     |
| 7.     | Tessa van Dijková    | Nizozemsko  | 2:09,75     |
| 8.     | Martina Sáblíková    | Česko       | 2:09,92     |
| 9.     | Taťjana Bodjaginová  | Rusko       | 2:10,04     |
| 10.    | Anna Rokitová        | Rakousko    | 2:10,28     |

| Pořadí | Jméno                    | Země        | Celkový čas |
| ------ | ------------------------ | ----------- | ----------- |
| 1.     | Masako Hozumiová         | Japonsko    | 4:24,83     |
| 2.     | Ireen Wüstová            | Nizozemsko  | 4:26,85     |
| 3.     | Martina Sáblíková        | Česko       | 4:27,87     |
| 4.     | No Son-jong              | Jižní Korea | 4:28,38     |
| 5.     | Nancy Swiderová-Peltzová | USA         | 4:29,32     |
| 6.     | Stephanie Beckertová     | Německo     | 4:29,55     |
| 7.     | Anna Rokitová            | Rakousko    | 4:30,65     |
| 8.     | Maria Lambová            | USA         | 4:32,82     |
| 9.     | Šiho Išizawaová          | Japonsko    | 4:33,41     |
| 10.    | Šoko Fudžimuraová        | Japonsko    | 4:33,87     |

### Celkové výsledky víceboje
- Závodu se zúčastnilo 43 závodnic.

| Pořadí           | Jméno                    | Země        | 500 m       | 1 000 m       | 1 500 m       | 3 000 m       | Počet bodů |
| Zlatá medaile    | Ireen Wüstová            | Nizozemsko  | 40,74 (3.)  | 1:22,44 (1.)  | 2:05,82 (1.)  | 4:26,85 (2.)  | 168,375    |
| Stříbrná medaile | Annette Gerritsenová     | Nizozemsko  | 40,04 (2.)  | 1:23,16 (3.)  | 2:08,34 (4.)  | 4:36,69 (13.) | 170,515    |
| Bronzová medaile | I Sang-hwa               | Jižní Korea | 39,93 (1.)  | 1:22,46 (2.)  | 2:12,05 (16.) | 4:42,61 (19.) | 172,277    |
| 4.               | Maria Lambová            | USA         | 42,36 (14.) | 1:24,16 (6.)  | 2:07,48 (2.)  | 4:32,82 (8.)  | 172,403    |
| 5.               | I Ču-jon                 | Jižní Korea | 41,75 (6.)  | 1:24,77 (7.)  | 2:07,78 (3.)  | 4:37,19 (15.) | 172,926    |
| 6.               | No Son-jong              | Jižní Korea | 43,11 (22.) | 1:23,94 (4.)  | 2:09,66 (6.)  | 4:28,38 (4.)  | 173,030    |
| 7.               | Masako Hozumiová         | Japonsko    | 42,49 (15.) | 1:26,99 (21.) | 2:09,02 (5.)  | 4:24,83 (1.)  | 173,129    |
| 8.               | Anna Rokitová            | Rakousko    | 42,68 (18.) | 1:24,89 (9.)  | 2:10,28 (10.) | 4:30,65 (7.)  | 173,659    |
| 9.               | Nancy Swiderová-Peltzová | USA         | 42,28 (13.) | 1:25,99 (15.) | 2:10,86 (11.) | 4:29,32 (5.)  | 173,781    |
| 10.              | Martina Sáblíková        | Česko       | 43,16 (23.) | 1:25,49 (11.) | 2:09,92 (8.)  | 4:27,87 (3.)  | 173,856    |

### Stíhací závod družstev
- Závodu se zúčastnilo 9 týmů.

| Pořadí           | Jméno                                                                            | Celkový čas |
| ---------------- | -------------------------------------------------------------------------------- | ----------- |
| Zlatá medaile    | Nizozemsko Annette Gerritsenová, Tessa van Dijková, Ireen Wüstová                | 3:17,44     |
| Stříbrná medaile | Jižní Korea I Ču-jon, I Sang-hwa, No Son-jong                                    | 3:19,35     |
| Bronzová medaile | Německo Stephanie Beckertová, Franziska Petereitová, Karoline Zillmannová        | 3:20,62     |
| 4.               | USA Maggie Crowleyová, Maria Lambová, Nancy Swiderová-Peltzová                   | 3:22,82     |
| 5.               | Japonsko Šoko Fudžimuraová, Masako Hozumiová, Šiho Išizawaová                    | 3:23,24     |
| 6.               | Čína Čchen Č'tchung, Fu Čchun-jen, Sü Ťin-ťin                                    | 3:23,91     |
| 7.               | Kanada Kelsey Duffieldová, Marie-Pier Gervaisová-Moreauová, Justine l'Heureuxová | 3:24,68     |
| 8.               | Rusko Taťjana Bodjaginová, Jekatěrina Malyševová, Jelena Rudinová                | 3:26,66     |
| 9.               | Rumunsko Bianca Anghelová, Daniela Dumitruová, Oana Opincariuová                 | 3:27,15     |